# Adrien Iweins d'Eeckhoutte
Adrien-François-Marie-Joseph Iweins d'Eeckhoutte (Ieper, 4 maart 1872 - Roborst, 3 maart 1939) was een Belgisch volksvertegenwoordiger.

## Levensloop
Adrien Iweins was de vijfde van de zes kinderen van volksvertegenwoordiger Henri Iweins d'Eeckhoutte (1837-1902) en van Maria Storm (1837-1909). Zelf trouwde hij in 1897 met Leonie van Male de Ghorain (Sint-Joost-ten-Noode 31 juli 1872 - Roborst 31 december 1955). Ze kregen vijf kinderen, met nakomelingen tot heden.
Iweins kocht in 1902 het kasteel van Roborst en werd gemeenteraadslid (1912), schepen (1912) en burgemeester (1926) van de gemeente Roborst.
Van 1921 tot 1925 was hij katholiek volksvertegenwoordiger voor het arrondissement Oudenaarde. In 1925 herkozen, diende hij ontslag in nog voor zijn geloofsbrieven werden onderzocht.